# Alto Tâmega

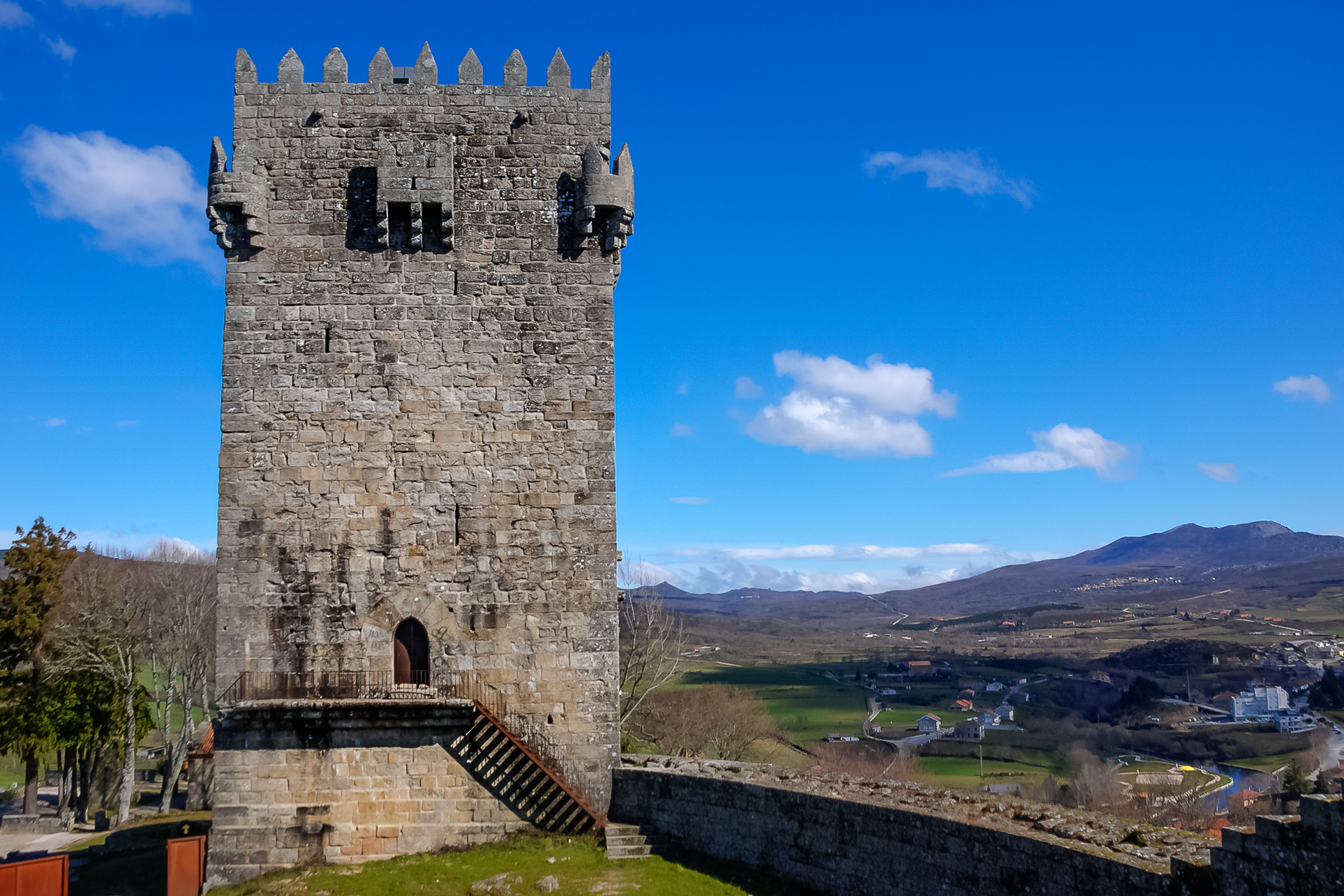
Castelo de Montalegre e Serra do Barroso

O Alto Tâmega e Barroso é uma sub-região portuguesa situada no norte do país, pertencendo à região do Norte. Tem uma extensão total de 2 922 km2 e registou em 2024 uma população de 83 445 habitantes com uma densidade populacional de 29 habitantes por km2.

Está composta por seis municípios e 118 freguesias, sendo a cidade de Chaves a cidade administrativa e o principal núcleo urbano da sub-região. Com 17.207 habitantes na sua área urbana e 37.592 habitantes em todo o município, é a maior cidade e o maior município do Alto Tâmega, sendo limitada a norte com o a região espanhola da Galiza, a leste com as Terras de Trás-os-Montes, a sul com o Douro, a sudoeste com o Ave e a oeste com o Cávado.

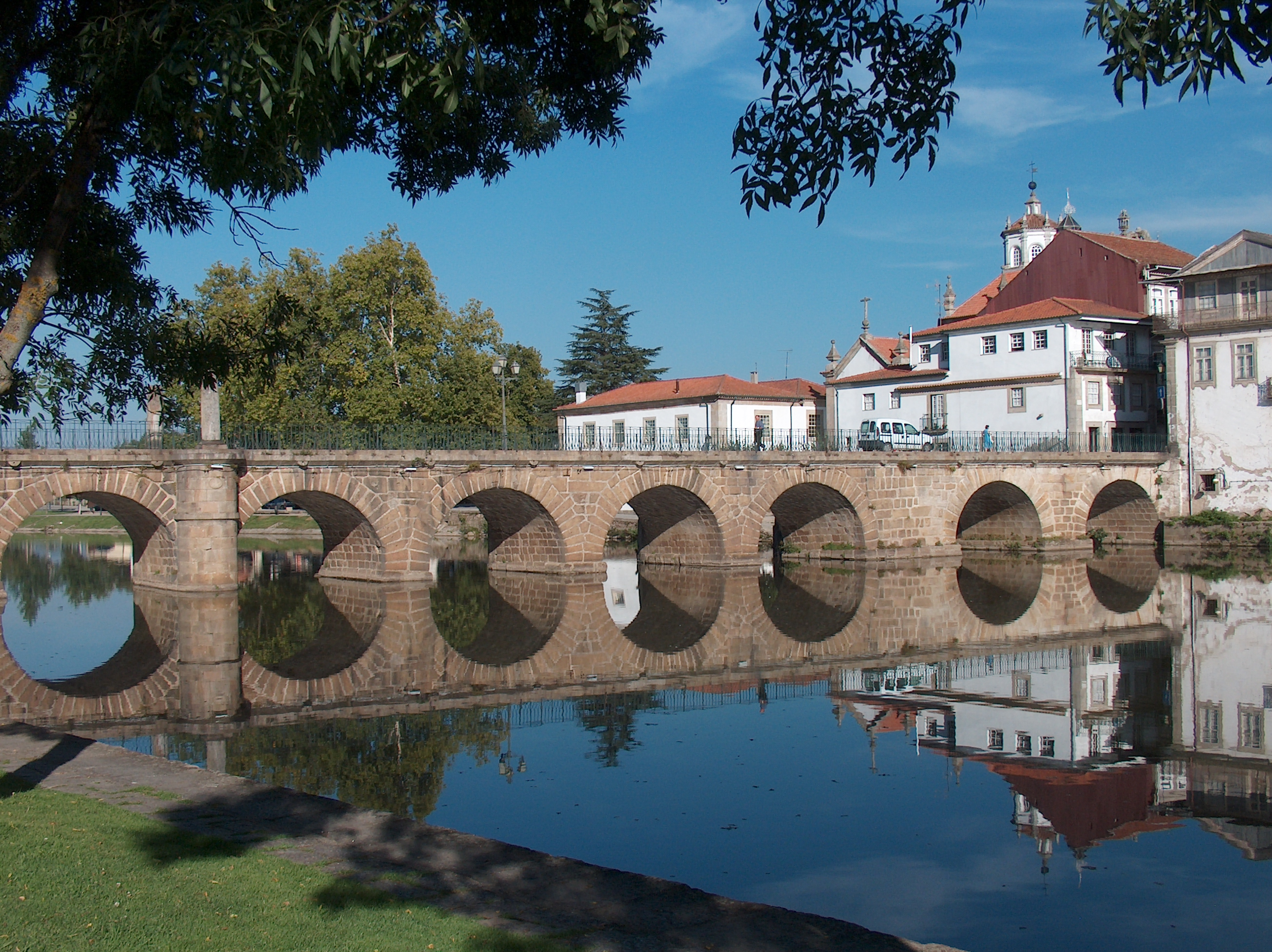
Rio Tâmega e Ponte Romana de Trajano na cidade de Chaves

## Divisões
A sub-região é composta por seis municípios, 118 freguesias e duas cidades:

### Municípios
O Alto Tâmega divida-se nos seguintes seis municípios:
- Boticas
- Chaves
- Montalegre
- Ribeira de Pena
- Valpaços
- Vila Pouca de Aguiar

### Freguesias
O Alto Tâmega divida-se nas seguintes 118 freguesias:

### Cidades
O Alto Tâmega compreende as seguintes duas cidades:
- Chaves
- Valpaços

## Demografia

### Habitantes
Nos censos de 2021, o Alto Tâmega registou 84.330 habitantes e uma densidade populacional de 28 habitantes por km2, sendo assim a segunda sub-região menos populosa, estando somente à frente da Beira Baixa, com 80.775 habitantes, e a 19° mais densa populada de Portugal. Dentro da Região do Norte, a qual pertence, é a sub-região menos populosa e a segunda menos densa, somente à frente das Terras de Trás-os-Montes, com uma densidade de 19 habitantes por km2.

#### Municípios
O Alto Tâmega compreende seis municípios, sendo os maiores municípios, em termos populacionais, Chaves com mais de 35 mil habitantes, Valpaços com perto de 15 mil habitantes e Vila Pouca de Aguiar com perto de 12 mil habitantes.
Na densidade populacional, Chaves com 63 habitantes por km2, e o município mais denso de todo o Alto Tâmega, a seguir de Valpaços, Vila Pouca de Aguiar e Ribeira de Pena com todos 27 habitantes por km2, Boticas com 15 habitantes por km2 e Montalegre com 11 habitantes por km2.
| Município            | Habitantes (2021) | Área (em km2) | Densidade populacional |
| -------------------- | ----------------- | ------------- | ---------------------- |
| Chaves               | 37.623            | 591,23        | 63                     |
| Valpaços             | 14.714            | 548,74        | 27                     |
| Vila Pouca de Aguiar | 11.825            | 437,07        | 27                     |
| Montalegre           | 9.279             | 805,46        | 11                     |
| Ribeira de Pena      | 5.887             | 217,46        | 27                     |
| Boticas              | 5.002             | 321,96        | 15                     |
| Alto Tâmega          | 84.330            | 2.922         | 28                     |

#### Cidades
O Alto Tâmega compreende duas cidades, sendo Chaves com 17.207 habitantes e Valpaços com 4.661 habitantes.
Na densidade populacional, Chaves tem 521 habitantes por km2 e Valpaços 119 habitantes por km2.
Dos 84.330 habitantes, que o Alto Tâmega dispõe, cerca de 26% moram nas duas cidades, tendo 21.868 habitantes morando nas duas cidades da sub-região.
| Cidade        | Habitantes (2021) | Área (em km2) | Densidade populacional |
| ------------- | ----------------- | ------------- | ---------------------- |
| Chaves        | 17.207            | 33            | 521                    |
| Valpaços      | 4.661             | 39.15         | 119                    |
| TOTAL Cidades | 21.868            | 72,15         | 303                    |

### Jovens
A percentagem residentes de jovens no Alto Tâmega situa-se nos 9,2%, abaixo da média da região Norte com 12,5% e abaixo da média nacional de 13,5%.

### Idosos
Os Censos de 2021 mostram, que 30,7% dos residentes do Alto Tâmega são idosos, acima da média regional do Norte com 21,2% e acima da média nacional com 22,3%.

### Estrangeiros
1,5% da população residente no Alto Tâmega são estrangeiros, abaixo da média regional do Norte com 2,5% e muito abaixo da média nacional com 6,4%.

## Economia

### Principais sectores empregadores
Os sectores com mais trabalhadores é o comércio, com 17,6% de todos os trabalhadores empregados no Alto Tâmega, seguido pela construção com 11,7%, da industria transformadora com 10,6% e alojamento e restauração com 7,5%.

### Desemprego
Dado aos dados dos Censos 2021, a taxa de desemprego situava-se no ano de 2020 nos 6,0%, 0,2% abaixo da média regional do Norte, que situava se nos 6,2% e 0,2% acima da média nacional, que se situava nos 5,8%.

### Poder de compra
O poder de compra do Alto Tâmega situou-se nos 70,4, abaixo da média regional do Norte com 93, com Portugal a 100. Só o município de Chaves ultrapassou a média do poder de compra do Alto Tâmega com 79,1.

### Salários
O ganho médio mensal no Alto Tâmega em 2019 foi de 954,20€, abaixo da média de 1.100,40€ registado na região Norte e abaixo da média nacional de 1.206,30€.

## Infraestruturas

### Autoestradas
O Alto Tâmega está servida por duas autoestradas, que ligam a sub-região de norte a sul e de oeste a leste, com uma extensão total de 95 quilómetros dentro da sub-região:

#### A7
A autoestrada A7, ou Autoestrada do Gerês, liga a Póvoa de Varzim com Vila Pouca de Aguiar, passando pelas cidades de Vila Nova de Famalicão, Guimarães e Fafe. Também existem ligações com outras autoestradas ao longo do seu percurso, como com a A28, A3 e com a A11, que seguem até ao Porto, Braga e Penafiel.
Dentro do Alto Tâmega, a autoestrada liga os municípios de Ribeira de Pena com Vila Pouca de Aguair, através de uma extensão de 23 km, passando pelo Parque Natual do Alvão, ligando assim o oeste com o centro da sub-região, chegando até ao nó com a A24, que segue em direção a norte a Chaves e em direção a sul a Vila Real.

#### A24
A autoestrada A24, ou Autoestrada do Interior Norte, liga Vila Verde da Raia, com a fronteira para a Espanha, com Viseu, passando pelas cidades de Chaves e Vila Real. Também existem ligações com outras autoestradas ao longo do seu percurso, como com a A7 e com a A4, que seguem até ao Porto e Bragança.
Dentro do Alto Tâmega, a autoestrada liga os municípios de Chaves com Vila Pouca de Aguair, através de uma extensão de 72 km, passando pelo Parque Natual do Alvão, ligando assim o norte com o sul da sub-região, chegando até ao nó com a A7, que segue em direção a oeste a Ribeira de Pena e à Póvoa de Varzim.

### Transporte Público
A Autoridade de Transportes do Alto Tâmega, através da Lei nº 52/2015 de 9 de junho, é a entidade pública responsável pela atribuições e competências em matéria de definição dos objetivos estratégicos para a mobilidade, planeamento, organização, exploração, atribuição, investimento, financiamento e fiscalização do serviço público de transporte de passageiros e contratualização e determinação de obrigações de serviço público e de tarifários, numa determinada zona geográfica de nível local, regional ou nacional.
Existem 27 linhas que ligam todos os seis municípios, mas também municípios vizinhos como Murça e Vila Real.
Existem três operadores de transportes responsáveis pelo transporte de passageiros: Rodonorte, Auto Viação do Tâmega e Rodoviaria D'entre Douro e Minho. As receitas reportadas pelos operadores de transportes atingiram no Alto Tâmega, em 2021, o montante de 803.202 €. Os meses onde os operadores obtiveram mais receita foram os de maio e junho, outubro e novembro.

### Estradas Nacionais
- N2 liga Chaves com Faro
- N103 liga Viana do Castelo a Bragança
- N103-5 liga Chaves a Espanha
- N206 liga Póvoa de Varzim a Bragança
- N212 liga Vila Pouca de Aguiar a Alijó
- N213 liga Chaves a Vila Flor
- N312 liga Mondim de Basto a Boticas

### Aeródromo
O Alto Tâmega está servido por um aeródromo, situado no sul da cidade de Chaves.

### Ferrovia
A Linha do Corgo era uma antiga ligação ferroviária, que ligava Chaves, via Vila Real, à Régua, aonde entrava na linha do Douro. A linha tinha 18 estações e foi encerrada em 1990. O serviço ferroviária mais perto do Alto Tâmega, que ainda se encontra em serviço, é a estação da Régua, servida pela linha do Douro, aonde partem diáriamente oito comboios da CP Regional para o Porto e cinco para o Pocinho.

### Hospitais
No Alto Tâmega existem dois hospitais, um hospital público e um hospital privado, ambos situados na cidade administrativa de Chaves. O hospital público de Chaves é gerido pelo Centro Hospitalar de Trás-os-Montes e Alto Douro. O hospital privado de Chaves é o hospital privado do Alto Tâmega e é um hospital com uma abertura recente em 2019.

### Educação
Existem 47 escolas pré-escolares, 30 escolas do primeiro ciclo, 13 escolas do segundo e terceiro ciclo e 9 escolas secundárias. Em Chaves existe a Escola Superior de Enfermagem e até 2015 encontrava-se um Polo Universitário da Universidade de Trás-os-Montes e Alto Douro, que foi encerrado em 2015. Irá ser construída uma Escola Superior do Turismo e Bem-estar do Instituto Politécnico de Bragança.